# Mickey papa
Pour plus de détails, voir Fiche technique et Distribution.
Mickey papa (Mickey Plays Papa) est un dessin animé de Mickey Mouse, produit par Walt Disney pour United Artists et sorti le 29 septembre 1934.

## Synopsis
Mickey est en train de lire une histoire d'épouvante au coin du feu avec à ses côtés Pluto. Ils sont surpris par un bruit à l'extérieur. Ce sont les pleurs d'un bébé souris déposé sous le porche d'entrée. Mickey recueille le souriceau et tente de le distraire afin qu'il arrête de pleurer. Il se lance dans une imitation de Charles Chaplin, puis joue à saute-mouton avec un jouet à presser. Mickey réalise ensuite que le petit a simplement faim. Il va donc dans la cuisine et prépare une bouteille de lait. Pendant ce temps, Pluto découvre l'invité et tente à son tour de divertir le bambin. Le chien fait comme son maître et court avec des jouets, mais sans grand résultat. Mickey, de son côté, n'est pas en reste avec la bouteille qui, à cause de la chaleur, lui aspire le nez, le faisant ressembler à Jimmy Durante.

## Fiche technique
- Titre original : Mickey Plays Papa
- Autres titres[1] :
  - Allemagne : Mickys Findelkind
  - Italie : Topolino papà
  - France : Mickey papa
  - Suède : Musse Pigg som ungkarlspappa
  - États-Unis : Pluto and the Baby, nom donné à la diffusion télévisée en 1950[2]
- Série : Mickey Mouse
- Réalisateur :  Burt Gillett
- Voix : Walt Disney (Mickey), Marcellite Garner (Minnie)
- Producteur : Walt Disney, John Sutherland
- Distributeur : United Artists
- Date de sortie : 29 septembre 1934[3]
- Format d'image : noir et blanc
- Musique : Frank Churchill
- Son : Mono RCA Photophone
- Durée : 9 min
- Langue : (en)
- Pays :  États-Unis

## Commentaires
Ce film n'est pas sans rappeler un certain Poor Papa (1927) avec Oswald le lapin chanceux. Ce n'est pas le premier film où Mickey est père, il le rêve (ou plutôt en fait le cauchemar) dans Mickey's Nightmare (1932). Ce sujet doit beaucoup à la réalité car, à la sortie du film, cela faisait neuf mois que Walt Disney avait eu une fille, Diane Marie Disney.